# Vittorio Giannini
Vittorio Giannini (ur. 19 października 1903 w Filadelfii, zm. 28 listopada 1966 w Nowym Jorku) – amerykański kompozytor.

## Życiorys
Syn Ferruccia, brat śpiewaczki Dusoliny Giannini. W dzieciństwie uczył się gry na skrzypcach. W wieku 10 lat wysłany przez rodziców do Włoch, w latach 1913–1917 był uczniem konserwatorium w Mediolanie. Po powrocie do Stanów Zjednoczonych uczył się prywatnie u E. Trucco w Nowym Jorku. Od 1925 do 1930 roku studiował w Juilliard School, gdzie jego nauczycielami byli Rubin Goldmark (kompozycja) oraz Hans Letz (skrzypce). W 1932 roku zdobył American Grand Prix de Rome i od 1932 do 1936 roku przebywał w Rzymie w American Academy. Odwiedził także Mediolan i Berlin. Od 1939 roku wykładał kompozycję i orkiestrację w Juilliard School, uczył też w Manhattan School of Music. Od 1956 roku był wykładowcą Curtis Institute of Music w Filadelfii, a w 1965 roku został dyrektorem North Carolina School of Arts w Winston-Salem.

## Twórczość
Początkowo pozostawał pod wpływem włoskiego weryzmu, z czasem zaczął tworzyć bardziej zindywidualizowane dzieła, utrzymane w ramach eklektycznych tendencji o neoromantycznym charakterze.

## Ważniejsze kompozycje
(na podstawie materiałów źródłowych)

### Utwory orkiestrowe
- Concerto Grosso na smyczki (1931)
- Suita (1931)
- Koncert fortepianowy (1935)
- symfonia In memoriam Theodore Roosevelt (1935)
- symfonia I.B.M. (1939)
- 5 numerowanych symfonii (I 1950, II 1955, III 1958, IV 1960, V 1965)
- Koncert organowy (1937)
- Prelude, Chorale and Fugue (1939)
- Koncert skrzypcowy (1944)
- Koncert na trąbkę (1951)
- Frescobaldiana (1948)
- 3 divertimenta (1953, 1961, 1964)
- Prelude and Fugue na smyczki (1955)
- Love’s Labour Lost na orkiestrę kameralną (1958)
- Praeludium and Allegro na orkiestrę dętą (1959)
- Fantasia na orkiestrę dętą (1963)
- Psalm CXXX na kontrabas lub wiolonczelę i orkiestrę kameralną (1963)
- Variations and Fugue na orkiestrę (1964)

### Utwory kameralne
- 2 sonaty skrzypcowe (1926, 1945)
- Kwartet smyczkowy (1930)
- Kwintet fortepianowy (1931)
- Trio fortepianowe (1931)
- Kwintet dęty (1933)
- Sonata na skrzypce solo (1945)
- Variations on a Cantus Firmus na fortepian (1947)
- Sonata na flet i fortepian (1964)

### Utwory wokalno-instrumentalne
- Stabat Mater na chór i orkiestrę (1920)
- Madrigal na 4 głosy solowe i kwartet smyczkowy (1931)
- kantata Primavera (1933)
- Requiem na chór i orkiestrę (1937)
- kantata Lament for Adonis (1940)
- Missa „Adeste fidelis” (1943)
- Canticle of Christmas na baryton, chór i orkiestrę (1951)
- Canticle for the Martyrs na chór i orkiestrę (1956)
- The Medead na sopran i orkiestrę (1960)
- Antigone na sopran i orkiestrę (1962)

### Opery
- Lucedia (wyst. Monachium 1934)
- Not all Prima Donnas are Ladies (niezachowana)
- The Scarlet Letter (1937, wyst. Hamburg 1938)
- Flora (1937)
- Beauty and the Beast (radio CBS 1938, wystawiona Hartford 1946)
- Blennerhasset (radio CBS 1939)
- Casanova (niezachowana)
- The Taming of the Shrew (1952, wyst. Cincinnati 1953 i w telewizji NBC 1954)
- Christus (1956)
- The Harvest (wyst. Chicago 1961)
- Rehearsal Call (1961, wyst. Nowy Jork 1962)
- The Servant of 2 Masters (1966, wyst. Nowy Jork 1967)
- Edipus Rex (niedokończona)